# USS Miami (SSN-755)
USS Miami (SSN-755) – amerykański wielozadaniowy okręt podwodny z napędem atomowym ulepszonego typu Los Angeles - Improved Los Angeles / 688i. Okręt należy do grupy jednostek 688, które obok wyposażenia w dwanaście pionowych wyrzutni pocisków manewrujących, otrzymały usprawniony system napędowy oraz zostały znacznie bardziej wyciszone względem pierwowzoru. Na skutek tych zmian, prędkość taktyczna okrętu wzrosła z 6 do 8-12 węzłów. Jako okręt zmodyfikowanej w ten sposób generacji jednostek 688i, dysponuje możliwością wystrzeliwania torped mk.48, pocisków manewrujących, a także stawiania min, poprzez wykorzystanie czterech dziobowych wyrzutni torpedowych, jak też wystrzeliwania pocisków  Tomahawk SLCM z wyrzutni  typu VLS. Jednostka o długości  110 metrów i wyporności w zanurzeniu wynoszącej 6927 długich ton, dzięki napędowi atomowemu zapewnianemu przez siłownię o mocy 30000 KM z reaktorem wodnociśnieniowym S6G, zdolna była do pływania podwodnego z prędkością 33 węzłów.
Wycofany ze służby w US Navy dnia 28 marca 2014 roku i skierowany do złomowania po rezygnacji z jego remontu po pożarze z 23 maja 2012 roku. Ogień objął przedział torpedowy, kabiny załogi i mostek. Akcja gaśnicza, w trakcie której nie doszło do uszkodzenia reaktora, trwała ponad dziesięć godzin. Oficjalną przyczyną wybuchu ognia na pokładzie USS Miami był samozapłon odkurzacza, z którego korzystały sprzątaczki w trakcie prac remontowych. Odbudowa zniszczeń przewidziana na 400 milionów dolarów została zawieszona w sierpniu 2013 roku wobec zbyt dużych uszkodzeń oraz relacji kosztów do przyszłych zysków z eksploatacji.